# Liste päpstlicher Rechtsakte und Verlautbarungen gegen die Freimaurerei und Geheimbünde
Am 24. Juni 1717 schlossen sich in London vier seit Jahren bestehende Freimaurerlogen zur ersten Freimaurergroßloge, der Ersten Großloge von England zusammen. Die schnelle Ausbreitung der Freimaurerei rief bald von Seiten der katholischen Kirche wie des Staates Kritik und zahlreiche Verbote hervor. So wurde die Maurerei im Königreich Neapel 1731, in Polen 1734, in Holland 1735, in Frankreich 1737, in Genf, in Hamburg, in Schweden und von Kaiser Karl VI. in den österreichischen Niederlanden 1738 sowie in Florenz 1739 untersagt.
Die folgende Tabelle enthält die päpstlichen Rechtsakte und Verlautbarungen der katholischen Kirche gegen die Freimaurerei und Geheimbünde:
| Nr. | Form/Name                                                          | Papst             | Datum              | Untertitel                                                               |
| --- | ------------------------------------------------------------------ | ----------------- | ------------------ | ------------------------------------------------------------------------ |
| 1   | Päpstliche Bulle In eminenti apostolatus specula                   | Clemens XII.      | 28. April 1738     | Verdammung der Freimaurerei                                              |
| 2   | Päpstliche Bulle Providas romanorum                                | Benedikt XIV.     | 18. Mai 1751       | Gegen die Freimaurerei                                                   |
| 3   | Päpstliche Bulle Ecclesiam a Jesu Christo                          | Pius VII.         | 13. September 1821 | Exkommunikation von Anhängern der Freimaurerei                           |
| 4   | Päpstliche Bulle Quo graviora                                      | Leo XII.          | 13. März 1826      | Gegen die Geheimbünde                                                    |
| 5   | Enzyklika Traditi humilitati nostrae                               | Pius VIII.        | 21. Mai 1829       | Das Programm seines Pontifikates und gegen verräterischen Gesellschaften |
| 6   | Enzyklika Mirari vos                                               | Gregor XVI.       | 15. August 1832    | Über den Liberalismus und religiösen Indifferentismus                    |
| 7   | Enzyklika Qui pluribus                                             | Pius IX.          | 9. November 1846   | Antrittsenzyklika mit Programm seines Pontifikates                       |
| 8   | Apostolisches Schreiben Quibus quantisque malis                    | Pius IX.          | 20. April 1849     | Über die Entwicklung in Italien und den Machenschaften der Geheimbünde   |
| 9   | Enzyklika Quanta cura                                              | Pius IX.          | 8. Dezember 1864   | Gegen die Religionsfreiheit                                              |
| 10  | Apostolisches Schreiben Multiplices inter                          | Pius IX.          | 25. September 1865 | Gegen die Geheimbünde und Freimaurerei                                   |
| 11  | Päpstliche Bulle Apostolicae sedis moderationi                     | Pius IX.          | 12. Oktober 1869   | Neuordnung des Kirchenrechts und Problematik der Freimaurerei            |
| 12  | Enzyklika Etsi multa luctuosa                                      | Pius IX.          | 21. November 1873  | Die Kirche in Italien, Deutschland und der Schweiz                       |
| 13  | Enzyklika Etsi nos                                                 | Leo XIII.         | 15. Februar 1882   | Über die Verhältnisse in Italien und gegen die Freimaurerei              |
| 14  | Enzyklika Humanum genus                                            | Leo XIII.         | 20. April 1884     | Verurteilung der Freimaurerei                                            |
| 15  | Enzyklika Dall’alto dell’Apostolico Seggio                         | Leo XIII.         | 15. Oktober 1890   | Die Freimaurer in Italien                                                |
| 16  | Enzyklika Custodi di quella fede                                   | Leo XIII.         | 8. Dezember 1892   | Über die Freimaurerei                                                    |
| 17  | Enzyklika Inimica vis                                              | Leo XIII.         | 8. Dezember 1892   | Über die Freimaurerei                                                    |
| 18  | Apostolisches Schreiben Praeclara gratulationis publicae           | Leo XIII.         | 20. Juni 1894      | Die Einheit im Glauben                                                   |
| 19  | Apostolisches Schreiben Annum ingressi sumus                       | Leo XIII.         | 19. März 1902      | Zum 25. Jahrestages seines Pontifikats (Testament)                       |
| 20  | Kongregation für die Glaubenslehre „Urteil der Kirche unverändert“ | Johannes Paul II. | 26. November 1983  | Urteil der Kirche über die Freimaurerei                                  |